# 東區 (仁川廣域市)
東區（：／ Dong gu */?），是現時大韓民國仁川廣域市的一個区。现时管有11行政洞(7法定洞)，面積合共7㎢。人口有76981人。

## 歷史
- 1968年1月1日 – 设立東區。

## 行政區劃

行政區劃圖

洞（行政洞）
- 万石洞
- 花平洞
- 花水1洞
- 花水2洞
- 松峴1・2洞
- 松峴3洞
- 松林1洞
- 松林2洞
- 松林3・5洞
- 松林4洞
- 松林6洞
- 金昌洞

## 教育机构
- 東山高等學校
- 大憲工業高等學校等

## 交通

### 铁路
- 京仁線（●首都圈電鐵1號線）：桃源站

## 外部連結
- 官方网站 （页面存档备份，存于）